# Samtgemeinde Siedenburg
La comunità amministrativa di Siedenburg (Samtgemeinde Siedenburg) si trova nel circondario di Diepholz nella Bassa Sassonia, in Germania.

## Suddivisione
Comprende 5 comuni:
1. Borstel
2. Maasen
3. Mellinghausen
4. Siedenburg (comune mercato)
5. Staffhorst

Il capoluogo è Siedenburg.